# Genealogie (criteriu de clasificare)
În funcție de felul în care strămoșii unei persoane se descriu împotriva direcției scurgerii timpului (de la cei născuți mai recent la cei născuți mai demult), sau în direcția scurgerii timpului (de la cei născuți mai demult la cei născuți mai recent), genealogia unei persoane se poate realiza în mai multe feluri, fiecare din ele răspunzând unei cerințe:

## Genealogie ascendentă
Pornindu-se de la o anumită persoană, se încearcă să i se găsească toți strămoșii, fără nici un fel de deosebire, procedându-se de la o generație la alta. Astfel, numărul persoanelor din fiecare generație se va dubla la următoarea generație, iar numărul persoanelor dintr-o generație este egal cu numărul total al persoanelor din generațiile anterioare, minus unu. De exemplu, o persoană născută în 1980 va găsi, la începutul secolului al XVII-lea, adică cu 14 generații în urmă, în jur de 10.000 de strămoși. Cu toate acestea, această cifră e mai mult decăt teoretică: în funcție de țară, arhivele de evidență a populației vor fi mai mult sau mai puțin complete, iar mulți din strămoșii săi vor fi fost înrudiți, aceasă consangvinizare scăzând numărul strămoșilor. Obiectivul general urmărit este cunoașterea cât mai completă a strămoșilor, fără deosebire de sex sau statut social.
Cu toate acestea, în cazul particular al genealogiei ascendente agnatice, sunt enumerați numai strămoșii pe linie paternă , iar în cazul ascendenței cognatice, doar cei de pe line maternă. 
Din punct de vedere practic, genealogia ascendentă se poate realiza fie printr-un arbore genealogic, vertical sau mai ales orizontal, ca în cazul Regelui Ferdinand, Reginei Victoria,  Regelui Frederic al II-lea al Prusiei, sau al Marelui Duce Constantin Nicolaevici, fie printr-o listă a ascendenților, ca în cazul genealogiei Regelui Mihai I al României. 

## Genealogie descendentă
Pornindu-se de la o pereche, genealogul caută toți descendenții, până în zilele noastre. Se încearcă identificarea tuturor urmașilor unei personalități din trecut.
O variantă o reprezintă căutarea doar a descendenților purtând numele de familie a soțului--genealogia descendentă agnatică , eventual pentru a se determina dacă toți cei care poartă un anumit nume sunt înrudiți. Genealogia descendentă cognatică este  mai rară.